# Городище-Пустоварівська сільська рада
| Городище-Пустоварівська сільська рада — колишній орган місцевого самоврядування у Володарському районі Київської області з адміністративним центром у с. Городище-Пустоварівське. Історична дата утворення: в 1923 році. Водоймища на території, підпорядкованій даній раді: річка Рось. Сільській раді були підпорядковані населені пункти: - с. Городище-Пустоварівське - с-ще Веснянка |

## Склад ради
Рада складалася з 16 депутатів та голови.

### Керівний склад ради
| ПІБ                             | Основні відомості                                                                                 | Дата обрання | Дата звільнення |
| ------------------------------- | ------------------------------------------------------------------------------------------------- | ------------ | --------------- |
| Брезицька Любов Миколаївна      | Сільський голова, 1955 року народження, освіта, член народної партії                              | 26.03.2006   | 31.10.2010      |
| Гончарук Олександр Анатолійович | Сільський голова, 1980 року народження, освіта вища, член Української соціал-демократичної партії | 31.10.2010   |                 |

Примітка: таблиця складена за даними джерела